# Lasarew-Kuppel
Die Lasarew-Kuppel (russisch Купол Лазарева Kupol Lasarewa) ist eine Eiskuppel an der Prinzessin-Martha-Küste des ostantarktischen Königin-Maud-Lands. Sie ragt am Ufer der Pryamougol’naya Bay auf.
Russische Wissenschaftler benannten sie nach Michail Petrowitsch Lasarew (1788–1851), Kommandant der Fregatte Mirny während der ersten russischen Antarktisexpedition (1819–1821) unter der Leitung von Fabian Gottlieb von Bellingshausen.